# Freyr
Die altnordische Namensform Freyr, teilweise modernisiert zu Frey (althochdeutsch frô, älter frôjo, frouwo, gotisch frauja, altenglisch frēa), stammt von einer gemeingermanischen Wurzel *Fraujaz oder *Frauwaz „Herr“, dazu das Femininum *Frawjō „Herrin“. Es handelt sich mit einiger Sicherheit um die tabuisierende Bezeichnung eines Gottes, dessen Name selbst nicht benutzt wurde. Ähnliches findet man bei biblischen Texten, wo JHWH durch adonai „Herr“ ersetzt wird. Freyr war der Gott des Frühlings, des Sommers, des Wohlstands, des Überflusses und der Fruchtbarkeit. Eine Statue des Freyr fand sich in Rällinge (Schweden).

## Das Verhältnis Freyr, Yngvi und Fol

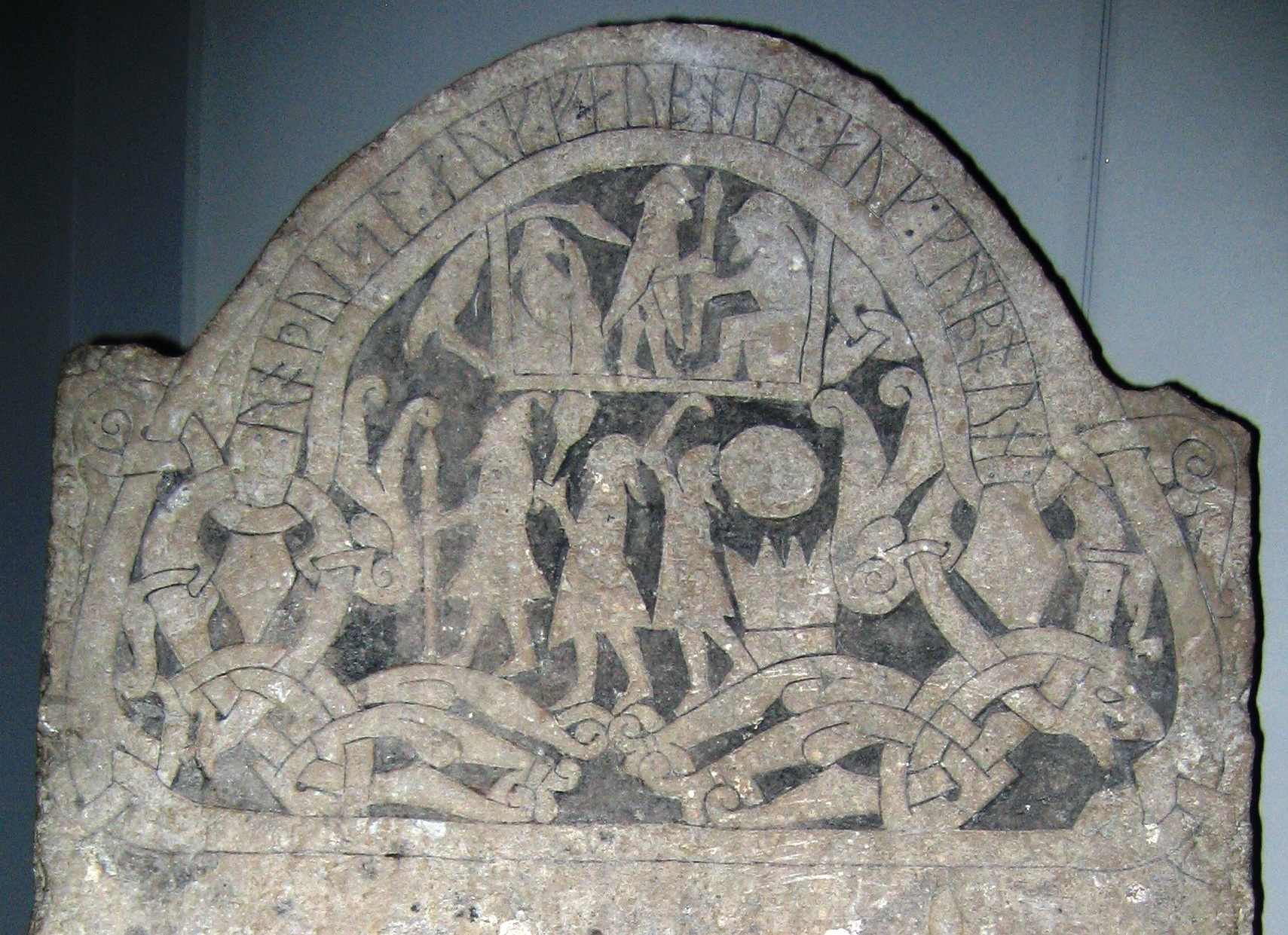
Gotländer Runenstein G 181 (Staatliches historisches Museum, Stockholm): Die drei männlichen Figuren – ausgerüstet mit Speer, Hammer und Sichel – werden als Odin, Thor und Freyr interpretiert, die auch im Tempel von Uppsala als Trias verehrt wurden.

Vermutlich ist Freyr identisch mit Yngvi oder Yngvi-Freyr, der erstmals in der Ynglingasaga als Ahnherr der schwedischen Könige erscheint und im elften Kapitel als Vater Fjölnirs genannt wird.
Mit Yngvi verbindet sich wiederum die Bezeichnung der germanischen Stammesgruppe der Ingwäonen und natürlich auch der Geschlechtsname der Ynglinger. Die Zusammensetzung Yngvi-Freyr könnte auf eine althochdeutsche Form Ingwia-fraujaz „Herr der Ingaevonen“ zurückgehen. Für die Südgermanen wird diskutiert, ob der in den Merseburger Zaubersprüchen genannte Gott „Phol“ identisch mit Freyr ist.

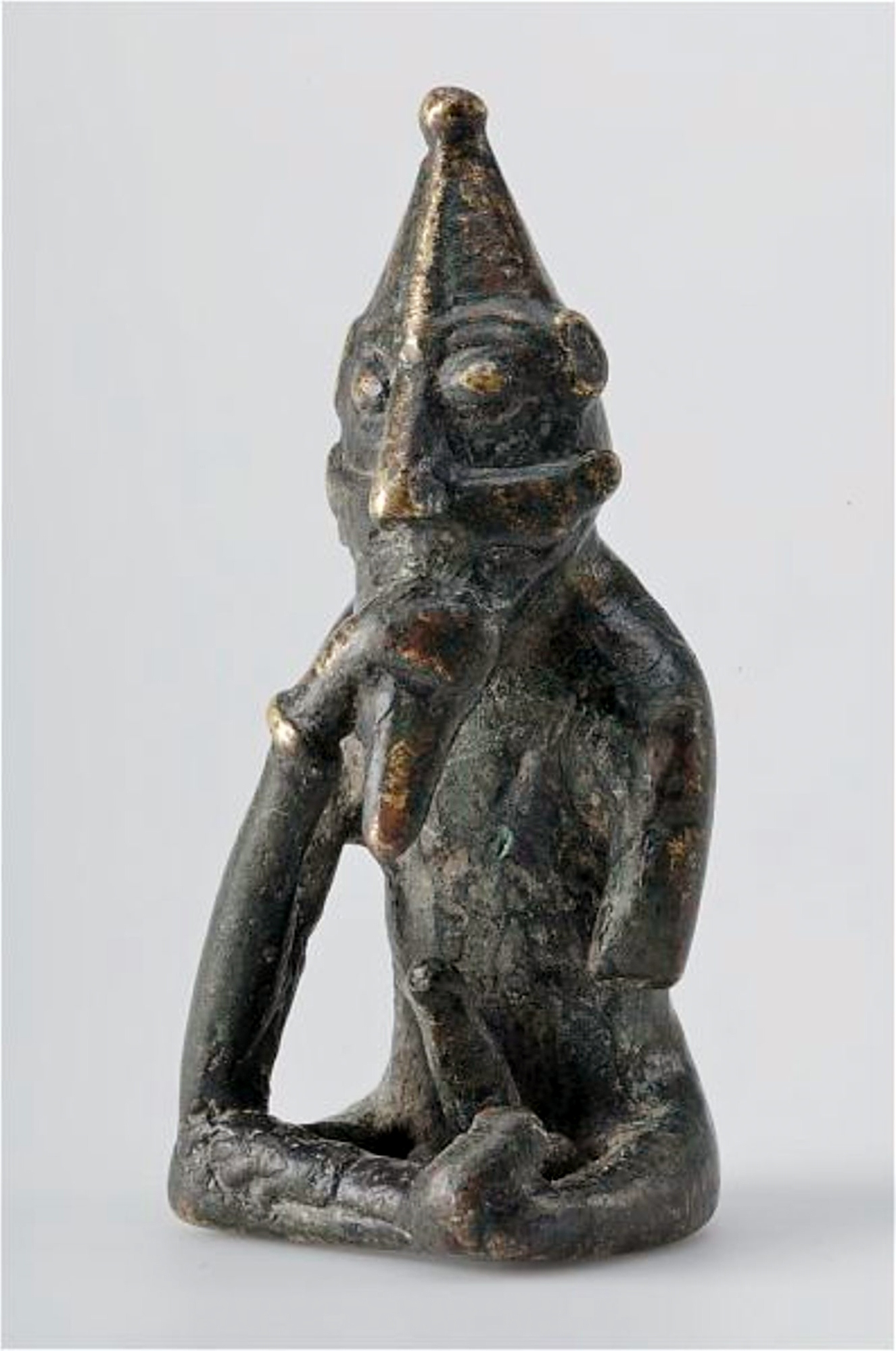
Freyr-Statue von Rällinge

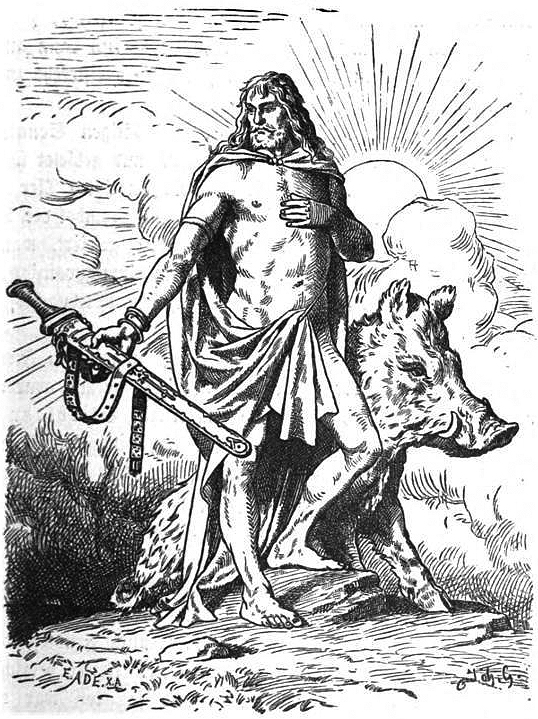
Freyr mit Schwert und seinem Eber Gullinborsti, Holzschnitt von Eduard Ade nach Johannes Gehrts (1901)

## Freyr in der Ynglingasaga
Laut der Ynglingasaga übernahm Freyr das Königreich Njörds. Er errichtete einen großen Tempel in Uppsala, gründete dort seinen Hofstaat und begründete den Reichtum Uppsalas. Er brachte dem Land Frieden und es gab viele gute Jahre, die die Svear der Anwesenheit und Führung Freyrs zuschrieben. Daher verehrten die ihn mehr als andere Götter, denn das Volk hatte mehr Reichtum als je zuvor. Seine Frau war Gerda Gymir-Datter und ihr gemeinsamer Sohn war Fjölnir. Freyr ist auch unter dem Namen Yngve bekannt, sein Ehrenname und seine Nachkommen waren die Ynglinger. Als Freyr erkrankte und das Siechtum sich verschlimmerte wurden nur noch wenige Männer zu ihm vorgelassen. Inzwischen hatte man einen großen Hügel errichtet, der eine große Tür und drei Fenster besaß. Hier wurde sein toter Körper aufgebahrt. Obwohl Freyr tot war, wurde den Svear gesagt, dass er am Leben sei. Drei Jahre lang wurde er dort samt seinen Schätzen bewacht und in dieser Zeit dauerte der Friede an und die guten Jahre gingen weiter. Sein Körper wurde auch nach Bekanntwerden seines Todes nicht dem Feuer übergeben, da die Schweden glaubten, dass sie mit Wohlstand und Frieden gesegnet wären, solange Freyr (körperlich) in ihrem Land weile. Nach Freyr wurde sein Sohn Fjölnir Herrscher über das Reich, so steht es auch in der Ynglingatal, der Stammliste der Schwedischen Könige.

## Freyr und Freyja
Es heißt, dass Freyr und Freyja die Kinder Njörds (Njörðr) und der Skadi waren, und diese wiederum war eine Tochter des Riesen Thiazi. Sie sind ein zusammengehöriges Götterpaar, wie es auch bei Dianus und Diana, Liber und Libera der Fall war. In Schweden wurde Freyr als Hauptgott verehrt und mit der Sonne assoziiert. Durch seine Attribute wird er zudem als Gott der Fruchtbarkeit und der Jagd aufgefasst. Freyja hingegen wird durch ihre Attribute mit dem Mond verbunden und zudem als Göttin der Liebe bezeichnet. Ursprünglich waren Freyja und Freyr sowohl Geschwister als auch Ehegatten. Erst später wurde eine solche Verbindung als anstößig empfunden, so dass Óðr (Odhr) als Gemahl Freyjas und Gerda als Gattin Freyr auftauchen. In den frühen Texten von Ögirs Trinkgelage werden Odhr und Gerda nicht erwähnt.

## Freyr als Fruchtbarkeitsgott
Freyr gehörte zu den Wanen, die hauptsächlich Fruchtbarkeitsgötter waren. Er warb um die Tochter des Riesen Gymir aus Jötunheim. Ihr Sohn Fjölnir sollte zu einem der sagenhaften Könige Schwedens werden. Nach dem Wanenkrieg wurde Freyr als den Asen zugehörig betrachtet und erfuhr eine ihnen gleichwertige Verehrung.
Freyr hatte das von Zwergen gebaute Schiff Skidbladnir, in dem alle Asen mit Rüstung Platz hatten, und das immer mit Wind im Rücken segelte, wohin man wollte. Der Zwerg Brokkr hatte für ihn auch den goldenen Eber Gullinborsti („der mit den goldenen Borsten“) geschmiedet. Er heißt auch Slíðrugtanni („der mit den gefährlichen Hauern“). Er zieht Freyrs Wagen und läuft durch die Luft und über das Wasser und beleuchtet mit seinen Borsten die Nacht.
Eber und Pferd sind dem Freyr besonders geheiligte Tiere. Ihm wurde wohl in alter Zeit das Eberopfer für Erntesegen dargebracht. Daher stammt wohl auch der Eber als Symboltier schwedischer Königsherrschaft in früherer Zeit. Die besondere Stellung des Pferdes kommt in der Sagaliteratur erst spät auf. Als Olav Tryggvason das Heiligtum Freyrs zerstörte, ritt er den geheiligten Hengst und seine Mannen die geweihten Stuten. Hier bestand offenbar das Tabu, dass geweihte Pferde nicht geritten werden durften.
Er herrschte über Regen und Sonnenschein und wachte als Fruchtbarkeitsgott über das Wachstum. Sein Kultzentrum war Uppsala, wo er neben Thor und Odin verehrt wurde. Saxo schreibt, dass ihm dort jährlich ein Opfer von Haddingus und seinen Nachkommen dargebracht worden sei (Saxo I, 8, 12). Nach Adam von Bremen geschah dies nur alle 9 Jahre, wobei Menschen und Tiere getötet worden seien (Adam IV, 27).
Saxo Grammaticus schreibt, dass der dänische Sagenkönig Haddingus dem Gott Frø ein Sühneopfer dargebracht hat (Saxo I, 8, 12). Dieser wird als identisch mit Freyr angesehen. Adam von Bremen berichtet von einem Tempel in Uppsala, der dem Fruchtbarkeitsgott Fricco geweiht sei (Adam IV, 24). Ob es sich dabei um Freyr handelte, ist unsicher und nicht besonders wahrscheinlich, da eine etymologische Verbindung nicht herzustellen ist. Die Ynglingasaga berichtet weiter, dass der fróðafriðr („Froði-Frieden“) während der Herrschaft des mythischen Königs Frodi in Dänemark zu anhaltenden guten Ernten geführt habe. Deshalb wird Froði in der Forschung meist mit Freyr identifiziert. Das würde auch etymologisch plausibel sein, da froda im Altschwedischen „Üppigkeit, Fruchtbarkeit“ bedeutet. Auch die Darstellung Freyrs mit einem riesigen Phallus passte dazu.

## Freyr in der Skírnismál
Nach der eddischen Dichtung Skírnismál hatte sich Freyr einst auf Odhins Thron (Hlidskialf) niedergesetzt, von dem aus der Himmelsgott die gesamte Welt überblicken konnte. Als er seinen Blick auf Jötunheim lenkte, sah er die schöne Jungfrau Gerda, Tochter der Aurboda aus dem Hause des Riesen Gymir, kommen.
Freyrs Knecht, der Getreue Skirnir (Reiniger), erbot sich die Brautwerbung zu übernehmen. Er bat daher darum, dass Freyr ihm ein Pferd und sein Schwert geben solle. So ausgestattet begab er sich nach Jötunheim und als Gerda ihn in die Halle gebeten hatte, versuchte er zunächst, sie mit Versprechungen zu umgarnen. Er bot ihr elf goldene Äpfel und dann sogar Odhins Goldring Draupnir an, doch sie lehnte ab, Freyrs Gemahlin zu werden. Daraufhin drohte er, ihr mit dem Schwert ihr Haupt abzuschlagen. Als auch das nicht fruchtete, erwähnte er, dass er über einen mächtigen Zauber verfüge, der aus ihr eine abscheuliche Kreatur machen werde, die unvermählt und einsam altern werde. Daraufhin willigte sie endlich ein. Dieses Verbrechen führt dazu, dass Freyr bei Ragnarök ohne sein Schwert dem Feuerriesen Surt entgegentritt und stirbt.